# قزلار قلعه سی
قیزلار قلعه سی مربوط به سدهٔ ۶ و ۷ ه‍.ق است و در شهرستان زنجان، روستای گلا بر سفلی واقع شده و این اثر در تاریخ ۱۹ اردیبهشت ۱۳۵۲ با شمارهٔ ثبت ۱۴۳۷ به‌عنوان یکی از آثار ملی ایران به ثبت رسیده است.